# Fra skrot til slot
Fra skrot til slot var et program sendt på TV3 i perioden 2004-2007 med Mai-Britt Vingsøe som vært, der handlede om at en familie skulle kassere en masse møbler og ting i deres hus, dermed fik de 50 kr pr. kg skrot der var smidt ud og derefter skulle et håndværker-team og en designer opbygge hjemmet på ny.
| Fjernsyn | Spire Denne artikel om et tv-program er en spire som bør udbygges. Du er velkommen til at hjælpe Wikipedia ved at udvide den. |